# Last Days in the Desert
Last Days in the Desert är en amerikansk dramafilm om när Jesus frestas. Den är regisserad och skriven av Rodrigo García. Filmen premiärvisades vid Sundance Film Festival 2015. Huvudrollen är Ewan McGregor som både spelar Jesus och Satan.

## Rollista (i urval)
- Ewan McGregor – Jesus och Satan
- Tye Sheridan – Son
- Ciarán Hinds – Father
- Ayelet Zurer – Mother

## Produktion
Den 1 februari 2014 berättade fotografen Emmanuel Lubezki att han, Rodrigo García och Ewan McGregor arbetade på en film som skulle utspela sig i öknen. Några dagar senare, anslöt sig också Tye Sheridan, Ciarán Hinds och Ayelet Zurer till filmen.

## Mottagande
Last Days in the Desert fick positiva recensioner från filmkritiker.
Rotten Tomatoes rapporterade att 76 procent, baserat på 68 recensioner, hade satt ett genomsnittsbetyg på 6,6 av 10. På Metacritic nådde filmen genomsnittsbetyget 67 av 100, baserat på 30 recensioner.